# Egidio Vagnozzi
Egidio Vagnozzi (26 de fevereiro de 1906 - 26 de dezembro de 1980) foi um cardeal italiano da Igreja Católica . Ele serviu como segundo presidente da Prefeitura para os Assuntos Econômicos da Santa Sé de 1968 até sua morte, e foi elevado ao cardinalato em 1967.

## Biografia
Egidio Vagnozzi nasceu em Roma, filho de Francesco e Pasqua (née Jachetti) Vagnozzi, e estudou no Seminário Meno , no Pontifício Seminário Romano e na Pontifícia Universidade Lateranense (de onde obteve doutorado em filosofia, teologia e direito canônico). Ordenado um sacerdote pelo Cardeal Rafael Merry del Val em 22 de Dezembro de 1928, Vagnozzi, aos 22 anos, exigiu uma dispensa para ser ordenado, não tendo ainda atingido a idade canónica. Ele então terminou seus estudos em 1930.
Em 1930, tornou-se também membro do pessoal da Secretaria de Estado na Cúria Romana e foi elevado ao posto de Camaleão Privado de Sua Santidade em 1 de maio de 1932. Antes de se tornar conselheiro da nunciatura portuguesa em 1942, ele era um funcionário. membro da delegação apostólica nos Estados Unidos em 1932. Vagnozzi foi conselheiro da nunciatura francesa de 1945 a 1947 e tornou-se Prelado nacional de Sua Santidade em 23 de dezembro de 1945. Foi funcionário da delegação para o estabelecimento de relações diplomáticas. com a Índia por um ano até se tornar chargé d'affairesda missão da Santa Sé ao governo indiano em Nova Deli de junho a agosto de 1948.
Em 9 de março de 1949, Vagnozzi foi nomeado núncio nas Filipinas e arcebispo titular de Myra. Ele recebeu sua consagração episcopal no dia 22 de maio do cardeal Adeodato Giovanni Piazza, OCD , com os arcebispos Francesco Borgongini Duca e Roberto Ronca servindo como co-consagradores. Em 9 de abril de 1951 - após o estabelecimento de relações diplomáticas entre a Santa Sé e o governo filipino, foi nomeado primeiro núncio apostólico nas Filipinas.  Vagnozzi foi posteriormente nomeadoDelegado Apostólico nos Estados Unidos em 16 de dezembro de 1958, e participou do Concílio Vaticano II de 1962 a 1965.
O papa Paulo VI criou-o cardeal-diácono de S. Giuseppe em via Trionfale no consistório de 26 de junho de 1967 e presidente da Prefeitura para os Assuntos Econômicos da Santa Sé em 13 de janeiro de 1968. Após dez anos como cardeal- Diácono, Vagnozzi exerceu seu direito de se tornar Cardeal-Sacerdote, e sua diáconha foi elevada a vice em 5 de março de 1973. Ele foi um dos cardeais eleitores que participaram dos conclaves de agosto e outubro de 1978, que selecionaram os papas João Paulo I e João Paulo II respectivamente. Ele também foi Chamberlain do Colégio de Cardeais de 30 de junho de 1979 até sua morte.
Vagnozzi morreu em Roma, aos 74 anos. Depois de uma missa fúnebre presidida pelo Papa João Paulo II na Arquibasílica de São João Latrão, ele foi enterrado no Campo Verano. Seus restos mortais foram posteriormente transferidos para sua igreja cardinalícia em março de 1983.

## Crítica
Como o Vaticano nos tempos modernos foi criticado pela imprensa liberal por políticas reacionárias , assim foi Vagnozzi acusado em um artigo de imprensa de 1967 por usar sua influência no Vaticano para permitir que somente padres conservadores dos EUA se tornassem Bispos: "Sua influência é pensado para ser fortemente responsável pelo elenco conservador dos bispos nomeados (nos Estados Unidos) nos últimos anos ". 
Além disso, Vagnozzi se opôs à aparição mariana de Nossa Senhora Mediadora de Todas as Graças , rejeitando seu visionário mariano Teresita Castillo , juntamente com seis outros bispos filipinos locais que declararam não-sobrenatural em 1956. Em 11 de dezembro de 2015, o Vaticano confirmou "o definitivo". natureza do decreto de 11 de abril de 1951, pelo qual se declarou que os fenômenos de Lipa careciam de origem sobrenatural. " 